# Pedro Leopoldo
Pedro Leopoldo este un oraș în Minas Gerais (MG), Brazilia.